# Саксин
Саксин (тат. Саксин, тур. Sakşın, рос. Саксын) — середньовічне торгове місто, яке було розташоване в гирлі Волги. Згадується арабськими географами XII—XIV сторічь, а також Алішером Навої. Точне місцезнаходження невідоме. Можливо, було на місці колишнього хозарського міста Ітиль.

## Історичні відомості
Перші описи Саксина залишили арабський мандрівник Абу Хамід аль-Гарнаті та перський Наджмуддін аль-Казвіні, які відвідали Надволжя XII століття. Одна з останніх згадок датується початком XIV століття і належить аль-Умарі, який склав свою розповідь зі слів купців, що побували в місті.
Серед іншого, про саксинців є згадка в доповіді брата Бенедикта Поляка, який супроводжував 1246 року італійського чернця-францисканця Плано Карпіні в поїздці через табір Батия до берегів Волги. Брат Бенедикт, очевидно, неправильно зрозумів власне назву міста, пов'язавши її за звучанням із германськими саксами, неправильно заявивши, що саксинці були християнами і «визнавали себе готами», спорідненими з кримськими готами. Насправді саксинці, найімовірніше, були тюрками-мусульманами.
Saqsin може бути арабізованою версією тюркського Sarighsin, що означає «Жовте місто». Національність мешканців міста є невизначеною, хоча Плано Карпіні повідомляє, що довколишні землі Саксину населяли кумани (половці). Місто розташовувалося неподалік сучасних руїн Ітиля, старої хозарської столиці, але втім немає жодних доказів того, що місто було дійсно частиною будь-якої з хозарських держав. Воно перебувало на території кипчаків і, можливо, було осереддям одного з їхніх князівств. Деякі джерела стверджують, що місто підпало під вплив волзьких булгар.
Радянський археолог С. О. Плетньова припускала, що древній Саксин мав бути десь між сучасними російськими містами Волгоградом й Ахтубінськом. Одним із кандидатів на ототожнення з Ітилем та Саксином виступає городище коло села Самосделка в дельті Волги, розкопки якого ведуться з 1990-х років.